# Orzesze
Orzesze è una città polacca del distretto di Mikołów nel voivodato della Slesia.
Ricopre una superficie di 82,89 km² e nel 2004 contava 18 674 abitanti.